# Ritratto di giovane (Giorgione Budapest)
Il Ritratto di giovane è un dipinto a olio su tavola (73x54 cm) attribuito Giorgione, databile al 1500 circa e conservato nel Museo di belle arti di Budapest.

## Storia e descrizione
L'opera, che alcuni datano a un periodo posteriore, verso il 1508-1510 circa, si rifà al modello fiammingo di ritratto, in cui la figura emerge sullo sfondo scuro e con un parapetto, che divide lo spazio dell'effigiato da quello dello spettatore, superato illusoriamente dal braccio poggiato sopra di esso. Sul parapetto, come nel Ritratto di giovane di Berlino, si vede la misteriosa lettera "V" su una targhetta a forma di cappello (forse un richiamo alla parola latina "Virtus"), oltre a un cammeo all'antica con una tripla testa femminile e una tabella con una minuscola iscrizione quasi illeggibile. Alcuni riconducono questi elementi al poeta Antonio Broccardo, che vi potrebbe essere effigiato.
Come molte opere riferite a Giorgione, l'attribuzione è tutt'altro che certa ed alcuni hanno fatto il nome di Giovanni Cariani, un suo collaboratore. Ogni valutazione è resa ancora più difficile dalle pessime condizioni di conservazione: ad esempio lo sfondo appare oggi uniforme, ma anticamente nell'angolo in alto a sinistra si apriva una finestra con paesaggio, le cui tracce sono appena visibili ad occhio nudo.
Il ritratto mostra un uomo giovane, vestito di un'ampia casacca scura trapuntata e ricamata, sopra la camicia bianca. La folta capigliatura castana ricade a caschetto lasciando scoperte le orecchie, con scriminatura al centro, il volto ovale, girato di tre quarti verso sinistra e leggermente piegato in giù, gli occhi grandi ed espressivi, le sopracciglia folte, il naso robusto, la bocca carnosa, il mento appuntito.
La mano destra è portata al petto con un gesto enfatico che esalta la dignità dell'uomo e che sembra ispirato ai "moti dell'animo" di Leonardo da Vinci.